# Ігнатій Сінгалевич
Ігнатій Сінгалевич (також Гнат Сінґалевич, хресне ім'я Іван; 5 квітня 1773, Буцнів — 20 січня 1854, Львів) — український церковний діяч, ієромонах-василіянин, педагог, довголітній директор Бучацької головної школи (1814—1839).

## Життєпис
Іван Сінгалевич народився 5 квітня 1773 року в селі Буцнів Тернопільського циркулу, нині Тернопільський район однойменної області.
14 вересня 1804 року вступив до Василіянського Чину на новіціят у Добромильський монастир, де через рік 14 вересня склав вічні обіти. Ієрейські свячення прийняв у 1808 році і отримав призначення до Бучацького монастиря на посаду катехита в тамтешній головній школі. 1814 року призначений директором головної школи і на цій посаді працював до 1839 року. Його учнями в Головній школі були Аґенор Ґолуховський, майбутній намісник Галичини, і Лукаш Баранецький, що став львівським римо-католицьким архиєпископом. Упродовж 1839—1846 років о. Сінгалевич був на служінні в Крехівському монастирі, з них у 1841—1843 (до 1 лютого) роках був ігуменом монастиря, а потім вікарієм. З 1846 до 1854 року — ігумен монастиря святого Онуфрія у Львові.
Помер 20 січня 1854 року у Львові.

## Нагороди
- Золотий хрест заслуги з короною.[1]